# José María Zumalacárregui y Prat
José María de Zumalacárregui y Prat (Lucena, 11 de juliol de 1879 - Madrid, 3 d'abril de 1956) fou un jurista i polític espanyol, membre de la Reial Acadèmia de Ciències Morals i Polítiques

## Biografia
Era fill de l'advocat guipuscoà Tomás de Zumalacárregui y Arrue i de la catalana Adela Prat. El 1893 es graduà en batxillerat a Valladolid i en 1899 es llicencià en dret a la Universitat de Salamanca, doctorant-se en 1899. En 1904 es va doctorar en filosofia a la Universitat Central de Madrid. En 1903 fou nomenat catedràtic d'economia política i hisenda pública a la Universitat de Santiago de Compostel·la i a la Universitat de València, a la que en serà degà el 1921 i rector el 1930-1931, fins que fou destituït pel nou govern de la Segona República Espanyola.
En esclatar la guerra civil espanyola el seu fill i metge Tomás Zumalacárregui Calvo fou afusellat per les autoritats republicanes a causa de la seva implicació en el cop d'estat del 18 de juliol a València. Ell mateix fou separat del servei i marxà cap a Marsella, d'on anà a Irun i novembre de 1937 es va incorporar al bàndol nacional, on el nomenaren catedràtic a la Universitat de Valladolid.
Després de la guerra fou nomenat rector de la Universitat de València, càrrec que va ocupar fins a 1941. En agost de 1939 fou nomenat president de la Comissió Gestora de la Diputació de València fins a abril de 1941 i vocal del CSIC. En 1940 fou designat membre del Consell d'Economia Nacional i el 1941 fou designat acadèmic de la Reial Acadèmia de Ciències Morals i Polítiques. En 1943 també fou designat Procurador en Corts designat pel Cap d'Estat, càrrec que va ocupar fins a la seva mort. El 1952 ingressà a l'Acadèmia Matritense de Jurisprudència i Legislació, i el 1954 va rebre el comtat de Zumalacárregui.

## Obres
- Ensayo sobre el origen y desarrollo de la propiedad comunal en España hasta el final de la Edad Media (1903)
- Elementos para el estudio del problema ferroviario en España (1918-1920)
- Apuntes de un curso de economía política (1945)
- Vilfredo Pareto 1848-1923 (1951)